# Modellbahnwelt Oberhausen
Modellbahnwelt Oberhausen (MWO) var en modeljernbaneudstilling i den tyske storby Oberhausen, nærmere betegnet i det tidligere industriområde Neue Mitte Oberhausen ved Heinz-Schleußer-Marina og CentrO-området. Anlægget blev åbnet for besøgende 1. august 2008 og viste på 420 m² motiver fra Ruhr-distriktet fra 1965 til 1970. Allerede året efter åbningen måtte man imidlertid gå i insolvens, og anlægget er fra 2014 en del af Modellbahnwelt Odenwald i Fürth. Bygningen i Oberhausen huser i stedet siden april 2012 spionagemuseet TOP SECRET.

## Beskrivelse
Anlægget var baseret på originale sporplaner og opbygget med mange virkelige bygninger som forbilleder, så som Oberhausen Hauptbahnhof, Bahnhof Oberhausen-Osterfeld Süd og Bahnhof Bochum-Dahlhausen samt højovnsanlæg med forbillede i Hüttenwerken Oberhausen og minen og koksanlægget Zeche Zollverein. Ved siden af var der kendte bygninger fra området som f.eks. Villa Hügel, Oberhausens gasometer og de ældste industriarbejderboliger i Ruhr-distriktet i Eisenheim i Oberhausen. Alle de nævnte bygninger blev gengivet i korrekt størrelsesforhold og i stort omfang originaltro.
Anlægget var i skala H0 (størrelsesforhold 1:87), opbygget med toskinne-systemet og var digitalstyret. Særligt bemærkelsesværdigt var de realistiske baggrunde, der gav anlægget en særlig dybdevirkning. Desuden gav de mange detaljer et indtryk af 1960'erne Ruhr-distrikt, hvor industriafvikling siden har medført store ændringer. Det var tanken, at et yderligere anlæg skulle gengive de samme områder, som de ser ud nu og dermed afspejle ændringerne. Det blev imidlertid ikke til noget.
Modellbahnwelt Oberhausen fik kun kort levetid. Mindre end et år efter åbningen, måtte ledelsen i april 2009 melde insolvens. I september 2012 blev det offentliggjort på deres hjemmeside, at anlægget blev flyttet til Modellbahnwelt Odenwald i Fürth, hvor det har kunnet beses siden juli 2014. Imens rykkede folkene bag Modellbahnwelt Oberhausen til Essen, hvor man 7. juni 2014 i Grugapark åbnede en ny udstilling, OKtoRail, med tilsvarende tema.

## Weblinks
- Wikimedia Commons har flere filer relateret til Modellbahnwelt Oberhausen
- Billeder fra bygningen af anlægget Arkiveret 21. september 2008 hos  Wayback Machine

51°29′37″N 6°52′57″Ø / 51.4935°N 6.8826°Ø